# منوة قرطاجي
سمك منوة قرطاجي (Anaecypris punica) (بالإنجليزية: The Punican Bleak)‏ (بالعربية: منوة قرطاجي) هو نوع أسماك المياه العذبة من جنس منوة في عائلة (فصيلة) شبوطيات. توجد فقط في تونس وشرق الجزائر. موطنها الطبيعي الأنهار.

## انتشار
سمك المنوة القرطاجي مستوطن في حوض وادي مجردة، وهو شعيب نشأ في الجزائر ويمتد بشكل رئيسي إلى تونس. يُعتبر هذا النوع معرضًا لخطر الانقراض ويرجع ذلك أساسًا إلى زيادة فترات الجفاف وتلوث الممرات المائية بالزراعة.

## وصف
الحد الأقصى لحجم سمك المنوة القرطاجي أقل من 100 مم.

## أصل الكلمة
اسمها المحدد مأخوذ من الكلمة اللاتينية punicus ، «القرطاجي»، في إشارة إلى مكان اكتشافه الواقع في تونس الحالية.

## المنشور الأصلي
- "Sur deux Cyprinidés nouveaux d'Algérie et de Tunisie appartenant au genre Phoxinellus". Bulletin du Muséum national d'histoire naturelle. 1 (بالفرنسية). 26 (5): 372-375. 1920. ISSN:0027-4070.